# Bruisterbosch
Bruisterbosch (en limbourgeois Bruusjterbusj) est un hameau située dans la commune néerlandaise d'Eijsden-Margraten, dans la province du Limbourg. Le 1er janvier 2007, le hameau comptait 60 habitants, sur une superficie de 0,28 km2.

## Histoire
Bruisterbosch a été fondé en 1157, lorsque sept habitants de Breust obtinrent l'autorisation du Chapitre de Saint-Martin de Liège de construire un nouveau habitat sur la colline à l'est de Breust. Ils nommèrent leur nouveau habitat d'après leur village d'origine : Bruisterbosch signifie le Bois de Breust.